# Mound Township (Missouri)
Mound Township est un township du comté de Bates dans le Missouri, aux États-Unis,. En 2000, le township comptait une population de 819 habitants. Il est baptisé en référence aux monts se trouvant dans ses frontières.

## Source de la traduction
- (en) Cet article est partiellement ou en totalité issu de l’article de Wikipédia en anglais intitulé « Mound Township, Bates County, Missouri » (voir la liste des auteurs).